# Duško Tošić
Duško Tošić (cyr.: Душко Тошић, ur. 19 stycznia 1985 w Zrenjaninie) – serbski piłkarz grający na pozycji lewego obrońcy.

## Kariera klubowa
Tošić pochodzi z miasta Zrenjanin, ale jeszcze jako młody chłopak wyjechał do Belgradu, gdzie zaczął kopać piłkę w młodzieżowej drużynie OFK Beograd. W 2003 roku mając 18 lat zadebiutował w jego barwach w lidze Serbii i Czarnogóry, a w sezonie 2003/2004 miał już pewne miejsce w składzie OFK zajmując z nim 4. pozycję w lidze. Osiągnięcie to powtórzył z belgradzkim zespołem także w sezonie 2004/2005, a grał w nim jeszcze w rundzie wiosennej sezonu 2005/2006.
Zimą 2006 Tošić za 500 tysięcy euro przeszedł do FC Sochaux-Montbéliard. W Ligue 1 zadebiutował 21 stycznia w wygranym 4:0 meczu z AS Saint-Étienne. We francuskim klubie wywalczył miejsce w podstawowej jedenastce i zajął z nim 15. miejsce na koniec sezonu. Natomiast w sezonie 2006/2007 osiągnął swój pierwszy sukces, jakim było zdobycie Pucharu Francji.
W lipcu 2007 za 1,7 miliona euro Tošić został sprzedany do Werderu Brema. W Bundeslidze zadebiutował 1 września w wygranym 2:1 meczu z Eintrachtem Frankfurt. Od czasu debiutu pełni rolę rezerwowego w Werderze. W sezonie 2007/2008 wywalczył z nim wicemistrzostwo Niemiec. W 2009 roku zdobył z klubem Puchar Niemiec. Zagrał z nim także w finale Pucharu UEFA, ale Werder przegrał tam po dogrywce 1:2 z Szachtarem Donieck.
W sezonie 2009/2010 rozegrał jedno spotkanie i w styczniu 2010 roku rozwiązał kontrakt z Werderem. 12 lutego podpisał kontrakt z Portsmouth. 25 marca został wypożyczony do Queens Park Rangers do końca sezonu.
W lipcu 2010 roku przeszedł do Crvenej zvezdy Belgrad. W 2011 roku został wypożyczony do Realu Betis. W 2012 roku przeszedł do Gençlerbirliği. Po trzech latach występów dla tego klubu, 2 czerwca 2015 podpisał kontrakt z Beşiktaşem JK. W sezonie 2015/2016 zdobył z nim mistrzostwo Turcji.
| Sezon   | Klub                | Kraj                | Rozgrywki            | Mecze | Bramki |
| ------- | ------------------- | ------------------- | -------------------- | ----- | ------ |
| 2002/03 | OFK Beograd         | Serbia i Czarnogóra | Meridijan Superliga  | 14    | 0      |
| 2003/04 | OFK Beograd         | Serbia i Czarnogóra | Meridijan Superliga  | 25    | 2      |
| 2004/05 | OFK Beograd         | Serbia i Czarnogóra | Meridijan Superliga  | 24    | 2      |
| 2005/06 | OFK Beograd         | Serbia i Czarnogóra | Meridijan Superliga  | 17    | 2      |
| 2005/06 | FC Sochaux          | Francja             | Ligue 1              | 14    | 0      |
| 2006/07 | FC Sochaux          | Francja             | Ligue 1              | 26    | 1      |
| 2007/08 | Werder Brema        | Niemcy              | Bundesliga           | 12    | 0      |
| 2008/09 | Werder Brema        | Niemcy              | Bundesliga           | 9     | 0      |
| 2009/10 | Werder Brema        | Niemcy              | Bundesliga           | 1     | 0      |
| 2009/10 | Portsmouth          | Anglia              | Premier League       | 0     | 0      |
| 2009/10 | Queens Park Rangers | Anglia              | Championship         | 5     | 0      |
| 2010/11 | FK Crvena zvezda    | Serbia              | Super liga Srbije    | 28    | 2      |
| 2011/12 | Real Betis          | Hiszpania           | Primera División     | 1     | 0      |
| 2011/12 | FK Crvena zvezda    | Serbia              | Super liga Srbije    | 16    | 1      |
| 2012/13 | Gençlerbirliği      | Turcja              | Süper Lig            | 33    | 1      |
| 2013/14 | Gençlerbirliği      | Turcja              | Süper Lig            | 28    | 0      |
| 2014/15 | Gençlerbirliği      | Turcja              | Süper Lig            | 29    | 1      |
| 2015/16 | Beşiktaş JK         | Turcja              | Süper Lig            | 15    | 0      |
| 2016/17 | Beşiktaş JK         | Turcja              | Süper Lig            | 26    | 2      |
| 2017/18 | Beşiktaş JK         | Turcja              | Süper Lig            | 25    | 5      |
| 2018    | Guangzhou R&F       | Chiny               | Chinese Super League | 13    | 1      |

## Kariera reprezentacyjna
Tošić rozpoczął karierę reprezentacyjną od występów w młodzieżowych reprezentacjach Serbii i Czarnogóry w kategoriach U-19 i U-21. Po rozpadzie Serbii i Czarnogóry zadebiutował w pierwszej reprezentacji Serbii, a debiut miał miejsce za selekcjonerskiej kadencji Javiera Clemente, 15 listopada 2006 w zremisowanym 1:1 towarzyskim meczu z Norwegią. Tošić walczył z kadrą narodową w kwalifikacjach do Euro 2008, jednak Serbia nie wywalczyła na nie awansu.